# Халаф-бек Суфрачи
Халаф-бек суфрачи (перс. خلف‌بیگ سفره چی‎; 15??, Арасбар — декабрь 1638, Стамбул, Османская империя) — сефевидский полководец, возглавивший борьбу против вторжения[куда?] турок и узбеков.

## Биография
Халаф-бек родился в области Арасбар в семье военного. В юности, получив хорошее образование, поступил на службу в армию сефевидского шаха Аббаса Великого. Своей карьерой при сефевидском дворе Халаф-бек был обязан Фархад-хану. Халаф-бека назначили суфрачи (стольником), впоследствии — суфрачи-баши, а также чархчи шахского войска, в ранге которого он участвовал во всех походах шаха Аббаса I, в том числе и в походе на Кандахар в 1622 году.
В 1621—1622 годах Шах Аббас решил свести счёты с бухарским наместником Ялангтушем и направился в поход против Бухарского ханства. Он выделил 40 тысяч воинов во главе с Халаф-беком для этой битвы. Но Ялангтуш, опасаясь столкновения с такой большой армией, отступил в Кабул. Спустя некоторое время Шах Аббас принял предложение о мире от бухарского ханства.
В середине 1633 года Ялангтуш захватил в Хорасане город Сарахс, где оставил тысячный гарнизон. Иранские войска в сентябре 1633 года штурмом взяли Сарахс, захватив много пленных. Большая часть была казнена, за исключением племянника Ялангтуша, который был отослан Бухарцам, в надежде на прекращение боевых действий.
Малик Шах Хусайн Систани пишет: «В среду [ша’бана] / июня при добром царском знаке [войска] были построены в ряды: от горы Р.н.хан до горы Сарнуза, расположенной с северной стороны Кандахара на протяжении одного фарсаха стояли в три ряда пешие и конные стрелки из мушкетов.
Точно так же в три ряда стояли конные воины. В центре войска, там, где было место сведущего шаха, особое крыло составили военачальники, вожди племён, сотники и знать Ирана. Они подошли к крепости. От громадности войска едва не обрушилась гора Лакка, но поскольку она находилась за пределами города, то, несмотря на твердость поступи храбрецов из войска Ирана, осталась стоять на месте и не рассыпалась.
Находившиеся в крепости и в цитадели в силу своей недальновидности, смотря на происходящее сквозь пальцы, растерялись. Целую неделю действовал августейший приказ о том, чтобы никто не стрелял из мушкетов и все занимались бы рытьем подкопов. Восточная и северная стороны Шахр-и кухна от Дарваза-и нау (Новых ворот) до склона горы были поручены заботам эмиров Ирана, южная сторона и часть восточной были на обязанности начальника корпуса лучников и кызылбашских бесстрашных курчи, район ворот Машур до склона горы Чахар-сиба был поручен гулямам, стрелкам из мушкетов и работникам шахских служб, то есть Заман-беку-назиру, Халаф-беку суфрачи, Манучихр- беку сыну Карчикай-хана, главнокомандующего Ирана, Да’уд-хану сыну Аллахвирди-хана, Таки-султану, Пасанд-беку и другим стрелкам и гулямам дворцовой мастерской.
За восемь дней подкопы из окрестностей, миновав ров, подошли к самому городу. Поскольку земля была мягкой, с великим трудом удалось подвести ходы под основания башен и корпус цитадели. Постепенно все башни рухнули».

19-го Раджаба 1045 г. [29 декабря 1635] прославленный султан въехал в Стамбул с блеском и великолепием, которые не поддаются описанию ни пером, ни языком. Окна и крыши домов всюду, куда хватало глаз, были усеяны людьми, которые восклицали: «Да снизойдет на тебя божье благословение, о победитель! Добро пожаловать, Мурад! Пусть твои победы будут счастливыми!»

Султан был одет в стальные доспехи, а его тюрбан украшал плюмаж из трех перьев, торчавших косо, на одну сторону, на персидский манер. Он ехал на ногайском жеребце, а за ним в поводу вели семь арабских скакунов в сбруе, усыпанной драгоценными камнями. Перед ним пешими шли Эмиргюнех, хан Эриванский, Юсиф-хан и другие плененные персидские ханы, а в это время музыканты, игравшие на цимбалах, флейтах, барабанах и дудках, исполняли различные афрасиабские мелодии.
29 декабря 1635 года Мурад возвратился в Стамбул во главе победоносных войск. Он стал первым султаном после Сулеймана Великолепного, лично командовавшим войсками и одержавшим победу.
В марте 1636 года Халаф-бек суфрачи был назначен сипахсалар (главнокомандующим сефевидский армии). В том году сефевиды вернули себе Эривань.
После военных действий ему поручили идти в Хиллу.
Летом того же года султан Мурад начал второй поход на Персию. Теперь его целью был Багдад, ибо тот, кто владел этим городом, считался первым в исламском мире. Багдад был хорошо укреплен и готов к обороне, а его гарнизон укомплектован обученными мушкетерами. Осада продолжалась почти 40 дней. По легенде, перед решающим штурмом богатырь-перс вызвал на поединок богатыря-турка. Вызов принял Мурад IV и одним ударом меча раскроил голову богатырю-персу. Султан приказал уничтожить весь гарнизон и не жалеть мирных жителей. В результате было вырезано 60 тыс. человек.
Во время военной кампании султана Мурада IV против Ирана задачей Мехмед-паши была охрана Мосула. В августе 1638 года, когда великий визирь Байрам-паша скончался во время похода на Багдад, султан назначил Тятоглу Мехмед-пашу новым великим визирем Османской империи.
Получив сведения о цели похода османов, сефевиды увеличили численность багдадского гарнизона в пять раз и укрепили ворота, стены и башни города. Фортификационные работы проводились под надзором коменданта крепости Бекташ-хана.
Армянский историк Аракел Даврижеци в своей «Книге историй» сообщает, что османы «сокрушительно били по крепости 38 дней». Также он пишет: «28 апреля 1087 (1638) года тот же султан Мурад пошел на Багдад и 6 ноября дошел до Багдада, сокрушительно бил по крепости 38 дней и 4 декабря взял крепость 31. А персидское войско, находившееся там, уничтожил до последнего человека, мстя за свое войско, уничтоженное персами в Ереване, и прославленного вельможу персидского, по имени Халаф-бек, находившегося в крепости, отослал со многими вельможами в Стамбул, и они там и умерли. Властителем Багдада назначил одного из своих вельмож и поручил ему всю страну. Затем повернул из Багдада и, поехав, с большой пышностью вступил в Стамбул 2 июня 1088 (1639) года. В 1089 (1640) году был заключен мир между двумя народами и царями — османов и персов, ибо царь персидский шах Сефи взял Ереван, а царь османов Мурад-султан взял Багдад».
Осада османской армией Багдада длилась более 40 дней. Нетерпеливый султан стал торопить великого визиря, который осторожно руководил осадой, чтобы минимизировать потери. После выговора Тятоглу Мехмед-паша решил предпринять общий штурм Багдада и принял личное участие в приступе 24 декабря 1638 года. Хотя приступ был успешным, великий визирь Тятоглу Мехмед-паша был убит в ходе боевых действий.